# Consum específic al fre

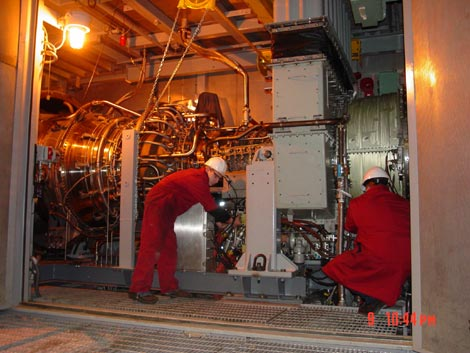
Turbina de gas General Electric LM6000. Com a motor d'un generador elèctric.

El consum específic al fre o, més precisament, el consum específic de la potència al fre és una mesura del rendiment del combustible en un motor determinat que consumeixi combustible i que lliuri la potència mitjançant un arbre (popularment anomenat eix).
El consum específic es pot definir com la velocitat del consum de combustible dividida per la potència lliurada a l'arbre de sortida.
- Una altra definició, més senzilla: Consum específic = massa de combustible consumida pel motor/ energia lliurada a la sortida.
- Típicament es mesura en grams/kWh.[1][2]

Una certa massa de combustible té associada una quantitat d'energia (Vegeu: Poder calorífic). Així, indirectament, el consum específic és un número adimensional: Ce= Consum específic= Energia d'entrada/energia a la sortida.
- El consum específic més amunt definit permet la comparació directa de motors molt diferents, ja que indica el rendiment energètic igual a energia d'entrada/energia de sortida.

## Nomenclatura
La literatura especialitzada en anglès parla del Brake Specific Fuel Consumption (resumit en les sigles BSFC). En aquest article s'emprarà Ce.

## Exemples
La taula següent indica alguns exemples de consum específic. Els valors mostrats són els genèrics de cada sèrie, quan s'escau. Cada motor particular pot tenir, i de fet sovint així succeeix, un valor de consum diferent.
- La columna Rendiment, indica el rendiment o eficiència energètica.
- Els valors de rendiment estan basats en el Poder Calorífic Inferior, PCI.
- Les xifres de càlcul són 42.7 MJ/kg (84.3 g/kWh) per al gasoil i el combustible d'aviació (jet fuel) i 43.9 MJ/kg (82 g/kWh) per a la

gasolina.
| Potència (kW) | Any  | Model de motor                                        | Aplicacions                     | Ce (g/kWh) | Rendiment |
| ------------- | ---- | ----------------------------------------------------- | ------------------------------- | ---------- | --------- |
| 2.050         | 1996 | Pratt & Whitney Canada PW127, turboprop               | Avió bimotor ATR 72             | 290        | 29,1%     |
| 95            | 1970 | Lycoming O-320 pistó, gasolina                        | Aviació lleugera                | 280        | 29,3%     |
| 63            | 1991 | Motor GM Saturn I4, gasolina                          | Automòbils, sèrie Saturn S      | 250        | 32,5%     |
| 150           | 2011 | Ford EcoBoost turbo, de gasolina                      | Automòbils Ford                 | 245        | 33,5%     |
| 2.000         | 1945 | Wright R-3350 Duplex-Cyclone gasolina, turbo-compound | Aviació militar i civil         | 231        | 35,5%     |
| 57            | 2003 | Toyota 1NZ-FXE, gasolina                              | Automòbil Toyota Prius          | 225        | 36,4%     |
| 550           | 1931 | Junkers Jumo 204 dièsel 2 temps, turbo                | Aviació militar i civil         | 211        | 40%       |
| 36.000        | 2002 | Rolls-Royce Marine Trent motor de turbina             | Vaixells de guerra              | 207        | 40,7%     |
| 2.340         | 1949 | Napier Nomad Diesel-compound                          | Aviació (projecte no realitzat) | 207        | 40,7%     |
| 165           | 2000 | Volkswagen 3.3 V8 TDI                                 | Audi A8                         | 205        | 41,1%     |
| 2.013         | 1940 | Klöckner-Humboldt-Deutz DZ 710 Dièsel 2 temps         | Aviació (projecte no realitzat) | 201        | 41,9%     |
| 42.428        | 1993 | General Electric LM6000 turboshaft                    | Vaixells, centrals elèctriques  | 200,1      | 42,1%     |
| 130           | 2007 | BMW N47 2L turbodiesel                                | Automòbils BMW                  | 198        | 42,6%     |
| 88            | 1990 | Audi 2.5L TDI                                         | Automòbil Audi 100              | 198        | 42,6%     |
| 3.600         | ?    | MAN Diesel 6L32/44CR, 3 temps                         | Vaixells, centrals elèctriques  | 172        | 49%       |
| 34.320        | 1998 | Wärtsilä-Sulzer RTA96-C, 2 temps                      | Vaixells, electricitat          | 160        | 52,7%     |
| 27.060        | ?    | MAN Diesel S80ME-C9.4-TII, 2temps                     | Vaixells, electricitat          | 154,5      | 54,6%     |